# Canton de Hérisson
Le canton de Hérisson est une ancienne division administrative française située dans le département de l'Allier et la région Auvergne.

## Géographie
Ce canton était organisé autour de Hérisson dans l'arrondissement de Montluçon. Son altitude variait de 167 m (Vallon-en-Sully) à 407 m (Saint-Caprais) pour une altitude moyenne de 265 m.

## Histoire
Le canton a été supprimé fin mars 2015 à la suite du redécoupage des cantons de 2014 et toutes ses communes sont désormais rattachées au canton d'Huriel,.

## Représentation

### Conseillers généraux de 1833 à 2015
| Période      | Période             | Identité                                               | Étiquette    | Qualité |
| ------------ | ------------------- | ------------------------------------------------------ | ------------ | --- |
| 1833         | 1835 (décès)        | Jean Gilbert Tardy (1772-1835)                         |              | Ancien officier (chef de bataillon d'infanterie de ligne) Maire de Hérisson                                       |
| 1835         | 1868 (décès)        | Gilbert Victor Deschamps de Verneix                    | Droite       | Propriétaire et juge de paix à Hérisson Maire de Hérisson (1835-?)                                                |
| 1868         | 1880                | Arthur Deschamps de Verneix (fils du précédent)        | Droite       | Propriétaire et maire de Hérisson (1862-1870)                                                                     |
| 1880         | 1894 (décès)        | François Simonnet (1824-1894)                          | Républicain  | Officier de santé - Maire de Hérisson, conseiller d'arrondissement Député (1881-1889)                             |
| 1895         | 1907 (décès)        | Antoine Joseph Lachaume (1826-1907)                    | Conservateur | Propriétaire à Estivareilles et au Vilhain Maire du Vilhain (1865-1870 et 1871-1907), conseiller d'arrondissement |
| 1907         | 1908 (annulation)   | Pierre Luylier de Couture (1843-1911)                  | Conservateur | Propriétaire et maire de Venas (1871-1911), conseiller d'arrondissement                                           |
| 1908         | 1910                | Gilbert Auriche                                        | Radical      | Entrepreneur - Maire de Vallon-en-Sully                                                                           |
| 1910         | 1924 (décès)        | Marquis Gabriel Joseph Gassot de Champigny (1838-1924) | Progressiste | Maire de Maillet, conseiller d'arrondissement                                                                     |
| 1924         | 1940                | Alexandre Flouzat (1881-1950)                          | SFIO         | Commerçant (hôtelier) Maire de Vallon-en-Sully, conseiller d'arrondissement                                       |
|              |                     |                                                        |              | |
| 1942         | 1945                | Victor Collin (1880-1952)                              |              | Maire de Hérisson Nommé conseiller départemental en 1942                                                          |
|              |                     |                                                        |              | |
| 1945         | 1949                | Alexandre Flouzat                                      | SFIO         | Restaurateur Maire de Vallon-en-Sully, ancien conseiller d'arrondissement                                         |
| 1949         | 1968 (décès)        | Robert Mallet                                          | SFIO         | Boulanger Maire d'Estivareilles                                                                                   |
| 31 mars 1968 | 1984 (décès)        | Emile Binon                                            | FGDS-app.PS  | Secrétaire de la Mutualité Agricole Maire de Vallon-en-Sully                                                      |
| 1984         | 1993 (invalidation) | Bernard Faureau                                        | DVD          | Docteur vétérinaire à Vallon-en-Sully                                                                             |
| 1993         | 1998                | Guy Laboisse                                           | DVD          | Agriculteur Adjoint au maire de Sauvagny                                                                          |
| 1998         | 2015                | Daniel Roussat                                         | PCF          | Professeur Maire de Cosne-d'Allier (1977-2012)                                                                    |

### Conseillers d'arrondissement (de 1833 à 1940)
| Période                                  | Période           | Identité                                       | Étiquette    | Qualité |
| ---------------------------------------- | ----------------- | ---------------------------------------------- | ------------ | --- |
| 1833                                     | 1841 (décès)      | Jean Joseph Gilberton du Soulier (1787-1841)   |              | Notaire royal, adjoint au maire de Hérisson                                                                 |
| 1842                                     | 1848              | Jacques Philippe Peyrude                       |              | Médecin à Hérisson                                                                                          |
|                                          |                   |                                                |              | |
| 1871                                     | 1877              | Amable Vincent Tabouet (1814-1888)             |              | Exploitant du domaine Lalande, maire de Vallon-en-Sully (1848-1879)                                         |
| 1877                                     | 1880              | François Simonnet (1824-1894)                  | Républicain  | Docteur en médecine à Hérisson                                                                              |
| 1880                                     | 1895              | Antoine Joseph Lachaume (1826-1907)            | Conservateur | Propriétaire à Estivareilles et au Vilhain, maire du Vilhain (1865-1870 et 1871-1907)                       |
| 1895                                     | 1907              | Pierre Luylier de Couture (1843-1911)          | Conservateur | Propriétaire, maire de Venas                                                                                |
| 1907                                     | 1910              | Joseph Gabriel Gassot de Champigny (1866-1924) | Indépendant  | Capitaine, propriétaire du château, maire de Maillet                                                        |
| 16 oct. 1910                             | 1922              | Louis Raquet                                   | Radical      | Maire de Hérisson                                                                                           |
| 1922                                     | 1923 (annulation) | André Marty                                    | PC-SFIC      | Mutin de la Mer Noire                                                                                       |
| 1923                                     | 1924              | Alexandre Flouzat (1881-1950)                  | SFIO         | Commerçant (hôtelier), maire de Vallon-en-Sully                                                             |
| 1924                                     | 1940              | Étienne Moricaud (1868-1946)                   | SFIO         | Artisan cordonnier, maire d'Audes (1925-1941)                                                               |
| 1940                                     |                   |                                                |              | Les conseils d'arrondissement ont été suspendus par la loi du 12 octobre 1940 et n'ont jamais été réactivés |
| Les données manquantes sont à compléter. |                   |                                                |              | |

Sources : Archives départementales de l'Allier, rubrique "Presse" - https://archives.allier.fr/archives-en-ligne/presse?arko_default_63e27309704a6--ficheFocus=

## Composition
Le canton de Hérisson regroupait dix-sept communes et comptait 8 955 habitants (recensement de 2012, population municipale).
| Nom                  | Code Insee | Intercommunalité                          | Superficie (km2) | Population (dernière pop. légale) | Densité (hab./km2) |
| -------------------- | ---------- | ----------------------------------------- | ---------------- | --------------------------------- | ------------------ |
| Hérisson (chef-lieu) | 03127      | CC du Pays de Tronçais                    | 32,57            | 639 (2014)                        | 20                 |
| Audes                | 03010      | CC du Val de Cher                         | 28,26            | 444 (2014)                        | 16                 |
| Bizeneuille          | 03031      | CC Commentry Montmarault Néris Communauté | 29,75            | 294 (2014)                        | 9,9                |
| Le Brethon           | 03041      | CC du Pays de Tronçais                    | 44,61            | 341 (2014)                        | 7,6                |
| Cosne-d'Allier       | 03084      | CC Commentry Montmarault Néris Communauté | 25,29            | 2 098 (2014)                      | 83                 |
| Estivareilles        | 03111      | CC du Val de Cher                         | 11,27            | 1 116 (2014)                      | 99                 |
| Givarlais            | 03123      | CC du Val de Cher                         | 14,85            | 246 (2013)                        | 17                 |
| Louroux-Bourbonnais  | 03150      | CC du Bocage Bourbonnais                  | 33,02            | 242 (2014)                        | 7,3                |
| Louroux-Hodement     | 03153      | CC du Val de Cher                         | 29,18            | 343 (2013)                        | 12                 |
| Maillet              | 03158      | CC du Val de Cher                         | 26,61            | 896 (2014)                        | 34                 |
| Nassigny             | 03193      | CC du Val de Cher                         | 18,32            | 185 (2014)                        | 10                 |
| Reugny               | 03213      | CC du Val de Cher                         | 7,66             | 258 (2014)                        | 34                 |
| Saint-Caprais        | 03222      | CC du Pays de Tronçais                    | 20,14            | 83 (2014)                         | 4,1                |
| Sauvagny             | 03269      | CC Commentry Montmarault Néris Communauté | 19,41            | 96 (2014)                         | 4,9                |
| Tortezais            | 03285      | CC Commentry Montmarault Néris Communauté | 24,11            | 178 (2014)                        | 7,4                |
| Vallon-en-Sully      | 03297      | CC du Val de Cher                         | 38,02            | 1 635 (2014)                      | 43                 |
| Venas                | 03303      | CC Commentry Montmarault Néris Communauté | 32,15            | 252 (2014)                        | 7,8                |

## Démographie
| 1962   | 1968   | 1975  | 1982  | 1990  | 1999  | 2006  | 2011  | 2012  |
| ------ | ------ | ----- | ----- | ----- | ----- | ----- | ----- | ----- |
| 10 913 | 10 262 | 9 697 | 9 822 | 9 461 | 9 035 | 8 938 | 8 981 | 8 955 |